# Виколени (Ботошани)
Виколени (рум. Vicoleni) насеље је у Румунији у округу Ботошани у општини Унгурени. Oпштина се налази на надморској висини од 92 m.

## Становништво
Према подацима из 2002. године у насељу је живело 487 становника, од којих су сви румунске националности.